# Венко Венков
Венко Спасов Венков е български оперен певец, тенор. Музикалната му кариера е изцяло в чужбина, първи тенор е на виенската Щатсопер през 40-те и 50-те години на XX век. По-голям брат е на Спас Венков.

## Биография
Венко Венков е роден през 1921 г. в град Търново. Бащата е търговец-манифактурист, изселил се от село Лесичарка след края на Първата световна война. Венко е наследил търговските и певчески наклонности от дядо си.
По време на Втората световна война учи във Висшето училище за световна търговия във Виена (Австрия), но мечтае да стане оперен певец. През 1942 г. се представя на Любомир Панчев, тогава пеещ във Фолксопер, и той, чул гласа му, го насочва към известната педагожка Марта Висман. Висман оценява естественото му пеене и с голямо желание работи над неговия глас. Двамата подготвят няколко оперни арии и тя го представя на главния диригент на Виенската опера Карл Бьом. Бьом толкова го харесва, че се заема да го подготви безплатно за ролята на Рудолф от „Бохеми“ и без подписан договор го пуска на сцената на операта. Успехът на Венков е голям и подписват с него петгодишен договор като редовен член на трупата – най-младият солист. Играе в „Мадам Бътерфлай“, „Тоска“ и „Риголето“, но продължава да се усъвършенства при различни педагози. Става любимец на Бьом и на публиката. По това военно време съгласно държавната политика се представят най-вече немски опери, по-малко италиански и почти никакви руски.
През април 1945 г. Виена попада под руско командване. Тъй като знае добре руски език, Венков се оказва в центъра на събитията. Сближава се с руските генерали Толбухин и Березовски, организира концерти за съюзническите войници, директорът на Щатсопер Франц Залмхофер се консултира често с него и включва в репертоара „Евгений Онегин“ от Чайковски. Към трупата се присъединява и Люба Величкова – Велич. След войната те често си партнират на виенската сцена: в „Бохеми“, „Княз Игор“, „Веселите уиндзорки“ на Ото Николай, „Момичето от златния Запад“, „Трубадур“ и други. Певческата му кариера е заплашена от прекъсване в 1946 година, тъй като получава официална повиквателна от България за влизане в казармата за отбиване на военната служба, а от посолството заявяват, че това е заповед. Директорът на Щатсопер спешно задвижва Министерството на културата, парламентът се събира на извънредно заседание и дава австрийско гражданство на българина. Като водещ тенор се утвърждава като изпълнител на италианската класика, но се включва и в немската – пее в оперите на Рихард Щраус „Капричио“, „Саломе“, „Кавалерът на розата“, „Жената без сянка“, „Арабела“.
В следващите години Венко Венков бележи нови успехи както на Виенската сцена, така и в Италия, Франция, Чехословакия, Германия, Унгария, Португалия, Швейцария. Партнира си с Елизабет Шварцкопф, Мария Чеботари, Мария Калас (в „Пуритани“ и „Норма“) и други. През 1952 г. на откритата сцена на „Арена ди Верона“ участва в премиерата на Турандот. По негова молба по време на представлението е издигнат българския трибагреник. Според историка на Виенската държавна операта Марсел Прави, Венко Спасов Венков е най-младия тенор, стъпил на нейната сцена, когато е само на 20 години.
Венко Венков слага край на певческата си кариера в края на 50-те години, когато чувства гласова умора и несигурност във височините. Допуска се, че може би причината е липсата на академично музикално образование и на постоянен гласов педагог. След сцената се заема с изучаваната в студентските години професия, търговията. Със съпругата си, магистър-фармацевт, откриват няколко аптеки.
Ранното напускане на Щатсопер от певеца не е оценено от ръководството ѝ и, за разлика от други, той не получава никакви награди. По-късно обаче е удостоен с титлата „Камерзенгер“ и с Орден за заслуги към австрийската култура, като президентът на Австрия Рудолф Киршлегер лично му носи наградите.